# Claude Giroux
Claude Giroux es un luchador profesional canadiense que sufre enanismo. Actualmente está activo en un circuito independiente en Canadá. La cosa por la que más se le conoce es por su papel en la WWF como Dink, el payaso que acompañaba a Doink the Clown entre 1993 y 1995. Fuera de su papel como Dink the Clown, Giroux también ha actuado en la WWF como Tiger Jackson en la década de 1980 y como The Macho Midget y Little Hulkster en la última mitad de los 90.

## Tiger Jackson
Giroux hizo su debut a finales de los 70 después de ser entrenado por Little Brutus y Sky Low Low bajo el nombre de “Tiger Jackson”. Cuando la lucha libre de corta estatura empezó a ser vista como normal, viajó de promoción en promoción. En los primeros días de su carrera, Giroux peleó en muchos territorios de la National Wrestling Alliance, el World Wrestling Council en Puerto Rico y en Alemania. Giroux además hizo apariciones en la World Wrestling Federation en 1982, haciendo equipo con su hermano Lionel Giroux, quien peleaba como ”Little Beaver”.
A finales de 1992, Jackson firmó un contrato con la WWF y empezó a hacer equipo con The Bushwhackers en su feud contra The Beverly Brothers. The Beverly Brothers reclutaron a “Little Louie” para igualar los lados pero con poco éxito cayendo en la combinación de los Bushwhackers y Tiger Jackson y de nuevo incluyendo una pérdida de tiempo en el especial de “Road to WrestleMania IX” emitido en el 28 de marzo.
Tras esto, empezó a imitar a los luchadores junto a los que trabajaba durante 6 meses.

### Macho Midget
La primera “imitación” de Giroux gimmick vino como resultado directo de the antics of the heel Doink the Clown, who had a second Doink come out to interfere in the match. During a match between Doink and Randy Savage on Monday Night Raw, Giroux climbed out from under the ring dressed like a miniature version of Randy Savage (instantly dubbed the Macho Midget). The sight of the Macho Midget distracted Doink long enough to be rolled up for a loss after Doink’s own tactics were turned on him. After his debut, Giroux helped Randy Savage out a few times but also went back to teaming with the Bushwhackers, this time working as ”The Macho Midget.”

### Dink the Clown
Giroux’s most known “imitator” role was as “Dink the Clown,” the slapstick partner of Doink the Clown (at the time played by Ray Apollo, the 4th and last guy to play Doink in the WWF). Dink was presented as a present to Doink the Clown by Santa Claus himself on an edition of WWF Superstars of Wrestling that aired on November 27 1993. From then on, Dink accompanied Doink to ringside and took part in the clown antics played on opponents. While acting as a manager, Giroux occasionally also wrestled as Dink, twice on Pay Per View. Dink’s first PPV appearance was on March 20, 1994 at WrestleMania X, teaming with Doink to face Bam Bam Bigelow and Luna Vachon in a losing effort. Dink’s second PPV appearance came at the 1994 Survivor Series where he was joined by fellow “Mini Clowns” Pink and Wink to make up the team Clowns’R’Us to face Jerry Lawler and his three “Mini Kings” – Sleazy, Cheesy and Queasy. After losing the match, all six midgets attacked Jerry Lawler and chased him from the ring.

## Después de la WWF
Cuando el gimmick de Doink dejó de usarse en 1995, Giroux dejó la WWF, trabajando en cirvcuitos independientes desde entonces. E 1997, Giroux hizo una aparición en la World Championship Wrestling como Tiger Jackson cuando la compañía hizo un tour por Montreal, el cual ha sido la ciudad en la que se instaló Giroux desde que dejó la WWF.

## Campeonatos y logros
- Wrestling Observer Newsletter
  - Worst Worked Match of the Year (1994) with Doink, Pink and Wink vs. Jerry Lawler, Sleazy, Queasy and Cheesy at Survivor Series
- World Wrestling Federation
  - Slammy Award (1 vez)
    - Funniest (1994)